# Mirabilis longiflora
Espèce
Synonymes
- Nyctago longiflora
- Mirabilis longiflora var. wrightiana
- Jalapa longiflora

Mirabilis longiflora est une espèce de plantes à fleurs originaire du sud-ouest des États-Unis de l’Arizona au Texas et au nord du Mexique. Elle y est nommée en anglais longtube four o'clock ou sweet four o'clock[réf. souhaitée], littéralement « doux quatre heure ».

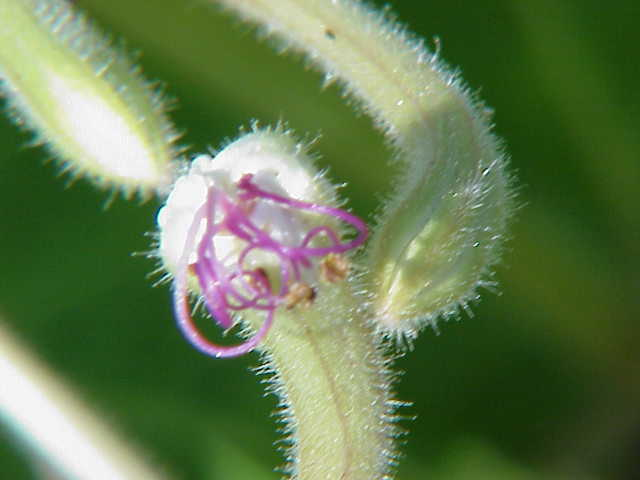
Gros plan d'une fleur

## Description
Plante vivace cultivée en annuelle au port étalé, buissonnant, d'un feuillage vert bleuté de 80 cm de haut et de 80 cm de large.
Mirabilis longiflora est une espèce à floraison nocturne de juillet à septembre. Les fleurs en trompettes sont longues et étroites, approchant les 17 centimètres de longueur maximale. Elles sont pour la plupart blanches et fortement parfumées. Les étamines sont rouge magenta, enroulées comme les trompes des papillons situées au cœur de la corolle.
La reproduction peut se faire par les semences.
Elle pousse de préférence sur des terrains secs, bien drainant.  